# Cognex
Cognex ist ein US-amerikanischer Hersteller von industriellen Kameras und Barcodelesegeräten. Das Unternehmen bietet Produkte im Bereich des maschinellen Sehens zur Automatisierung von Fertigungs- und Logistikprozessen. Durch visuelle Sensoren können Defekte an Produkten sowie Lageabweichungen innerhalb der Fertigungslinie erkannt werden.

## Geschichte
Cognex wurde 1981 von Robert J. Shillman gegründet. Der Unternehmensname Cognex entstand dabei aus einer Verbindung der Wörter Cognition und Experts (Wahrnehmung und Experten). Unter dem Markennamen DataMan brachte Cognex 1982 ein visuelles System auf den Markt, das Buchstaben, Ziffern und andere Symbole auf Teilen und Komponenten lesen und verarbeiten konnte. Bereits 1989 ging Cognex an die Börse. In den folgenden Jahrzehnten entwickelte das Unternehmen insbesondere Produkte zur Überwachung der Fertigungsprozesse in der Elektronik- und Halbleiterindustrie.
Im Jahr 2015 veräußerte Cognex seine Unternehmensdivision Surface Inspection Systems für rund 160 Millionen US-Dollar an Ametek. Der abgestoßenen Unternehmensbereich entwickelte und produzierte Kamerasysteme zur Oberflächenüberwachung von Produkten, die in einem kontinuierlichen Strom produziert werden. Hierzu zählen Metalle, Papier, Vliesstoffe, Kunststoffe und Glas.